# Tom Wirtgen
Tom Wirtgen (* 4. März 1996 in Dippach) ist ein ehemaliger luxemburgischer Radrennfahrer, der im Straßenradsport aktiv war.

## Sportlicher Werdegang
Nach ersten Erfolgen bei den Junioren wurde Wirtgen 2015 Mitglied im luxemburgischen UCI Continental Team Leopard Pro Cycling. In den drei Jahren im Team wurde er zweimal luxemburgischer U23-Meister im Einzelzeitfahren. International erreichte er 2016 und 2017 jeweils einen dritten Etappenplatz beim Triptyque des Monts et Châteaux. Bei den Straßenradsport-Weltmeisterschaften 2017 belegte er im Einzelzeitfahren der U23 den vierten Platz. 
Zur Saison 2018 wechselte Wirtgen zum damaligen Team Wallonie-Bruxelles, wo er zunächst eine Saison Mitglied im Nachwuchsteam AGO-Aqua Service war und sich zum dritten Mal den U23-Titel im Einzelzeitfahren sicherte. Der Gewinn der zweiten Etappe der Tour du Jura Cycliste blieb der einzige internationale Erfolg seiner Karriere in der Elite. Zur Saison 2019 wurde Wirtgen fest in das UCI ProTeam übernommen, im selben Jahr wechselte auch sein Bruder Luc in das Team. Bestes Einzelergebnis in den vier Jahren als Radprofi war ein dritter Etappenrang bei der Portugal-Rundfahrt 2021. 
Nach der Saison 2022 verlängerte Wirtgen aufgrund interner Probleme und mangelnder Anerkennung von sich aus nicht seinen Vertrag bei Bingoal WB. Da er zunächst ohne Team blieb, stand er bereits kurz vor dem Karriereende und fand erst kurz vor dem Start in die neue Saison mit dem neuseeländischen Continental Team Global 6 Cycling eine neue Mannschaft. Mit einem dritten Platz im Prolog zur Tour of Małopolska konnte er nochmals eine Podiumsplatzierung erzielen. Zur Saison 2024 schloss sich Wirtgen dem österreichischen Continental Team Felt Felbermayr an, das eine Lizenz als ProTeam ab 2025 angestrebt hatte. Nach dem unerwarteten Aus für das Team Felt Felbermayr beendete auch Wirtgen nach der Saison 2024 seine Karriere als Radrennfahrer.

## Familie
Tom Wirtgen ist der ältere Bruder des Radrennfahrers Luc Wirtgen.

## Erfolge
2013
- Luxemburgischer Meister – Straßenrennen und Einzelzeitfahren (Junioren)
- eine Etappe Internationale 3-Etappenfahrt der Rad-Junioren

2014
- Luxemburgischer Meister – Straßenrennen und Einzelzeitfahren (Junioren)
- Bergwertung Trophée Centre Morbihan
- Punkte- und Bergwertung Oberösterreich Juniorenrundfahrt

2015
- Luxemburgischer Meister – Einzelzeitfahren (U23)

2017
- Luxemburgischer Meister – Einzelzeitfahren (U23)
- Nachwuchswertung Rhodos-Rundfahrt

2018
- Luxemburgischer Meister – Einzelzeitfahren (U23)
- eine Etappe Tour du Jura Cycliste